# Marechal Rondon (Salvador)
Marechal Rondon é um bairro predominantemente residencial de Salvador que faz fronteira ao norte com os bairros de Pirajá e Conjunto Pirajá, a Oeste com Plataforma e Lobato, ao Leste com Brasilgás e Campinas de Pirajá e ao Sul com São Caetano.
É um bairro periférico que fica localizado a 10 km do centro de Salvador, pela Rodovia BR 324. Começou a ser povoado por volta da década de 70, tipicamente residencial, porém, dotado de diversos tipos de estabelecimentos de natureza comercial.[carece de fontes?]
Ao longo de sua principal via de acesso - a Avenida Coletora Vicente Celestino - com aproximadamente 2 km de extensão estão espalhados diversos tipos de estabelecimentos.

## Subdivisões do Bairro
- Alto do São Jorge
- Campinas
- Fim-de-Linha
- Largo da Cesta-do-Povo
- Lígia Maria[carece de fontes?]

O bairro de Marechal Rondon cresceu bastante nos anos 80, quando a Comunidade do Alto da Cebola, após o fim de linha do bairro e o Alto do São Jorge, comunidade colada com o bairro de Campinas de Pirajá, foram incorporadas ao bairro.[carece de fontes?]

## Demografia
Foi listado como um dos bairros mais perigosos de Salvador, segundo dados do Instituto Brasileiro de Geografia e Estatística (IBGE) e da Secretaria de Segurança Pública (SSP) divulgados no mapa da violência de bairro em bairro pelo jornal Correio em 2012. Ficou entre os mais violentos em consequência da taxa de homicídios para cada cem mil habitantes por ano (com referência da ONU) ter alcançado o segundo nível mais negativo, com o indicativo de "61-90", sendo um dos piores bairros na lista.